# تاکدا نوبویوشی
تاکدا نوبویوشی (به ژاپنی: 武田 信吉) (۱۵۸۳ – ۱۶۰۳) یکی از پسران توکوگاوا ایه‌یاسو بود. مادر او از خاندان تاکدا بود. از آنجائیکه ایه‌یاسو به خاطر از بین بردن خاندان تاکدا احساس دلسوزی نسبت به این خاندان داشت نام این پسرش را از توکوگاوا فوکوماتسومارو به «تاکدا نوبویوشی» تغییر داد.